# 스웨덴 영화 협회

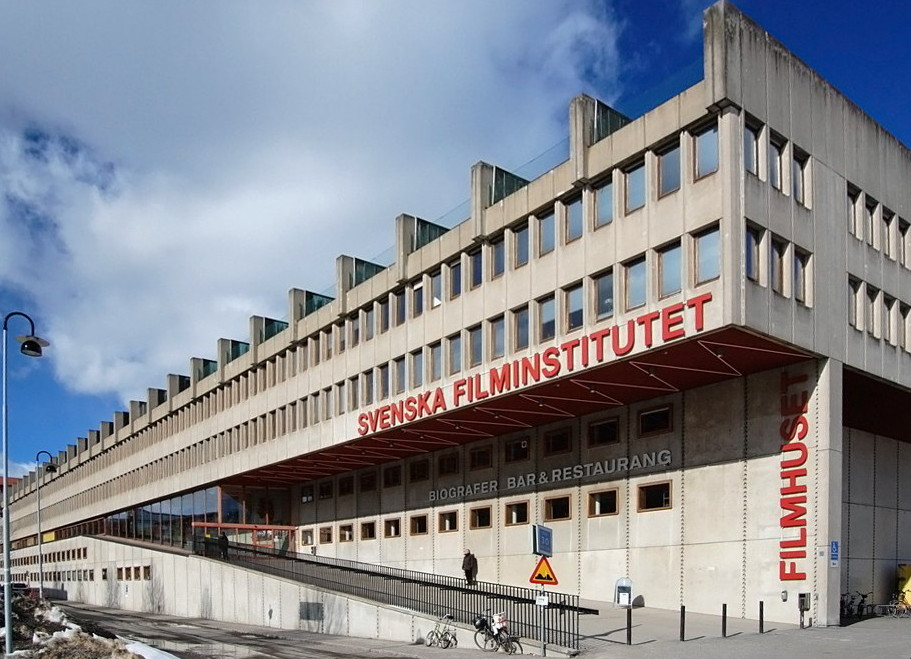
스웨덴 영화 협회 건물

스웨덴 영화 협회(-映畵協會, Swedish Film Institute, SFI)는 1963년 스웨덴의 영화 산업을 증진시키기 위한 목적으로 설립된 스웨덴의 영화 협회이다.

## 같이 보기
- 미국 영화 연구소